# Опанець (Плевенська область)
Опане́ць (болг. Опанец) — село в Плевенській області Болгарії. Входить до складу общини Плевен.

## Населення
За даними перепису населення 2011 року у селі проживали 1759 осіб.
Національний склад населення села:
| Національність   | Кількість осіб | Відсоток |
| ---------------- | -------------- | -------- |
| болгари          | 1067           | 98,4%    |
| турки            | 16             | 1,5%     |
| цигани           | 0              | 0%       |
| Всього відповіли | 1084           |          |

Розподіл населення за віком у 2011 році:
Динаміка населення: